# IguanaBee
IguanaBee est un développeur de jeux vidéo chilien indépendant, fondé en 2011 et situé à Santiago, au Chili.

## Historique
IguanaBee développe des jeux vidéo pour différentes plates-formes et différents clients, tels que son premier projet Mr Deadline pour Wacom et Ciclania à des fins éducatives, tous deux sorti en 2014. Puis, il crée MonsterBag (en), avec Sony Computer Entertainment qui est publié en 2015. Le studio travaille à partir de la plate-forme Tango (en) afin de concevoir Raise en 2016. Les autres jeux développés par l'entreprise sont Headsnatchers en 2019, GI Joe: Operation Blackout codéveloppé avec Fairy Tale Labs en 2020 ainsi que Skull Island: Rise of Kong, dont ses nombreux problèmes techniques et son gameplay dépassé lui ont valu le titre de « pire jeu de l'année 2023 » par une partie de la presse spécialisée,.

## Jeux développés
| Année | Titre                                    | Plates-forme(s)                                                                   |
| ----- | ---------------------------------------- | --------------------------------------------------------------------------------- |
| 2014  | Mr Deadline                              | Windows                                                                           |
| 2014  | Ciclania                                 | Windows                                                                           |
| 2015  | MonsterBag (en)                          | PlayStation Vita                                                                  |
| 2016  | Raise                                    | Tango (en)                                                                        |
| 2019  | Headsnatchers                            | Nintendo Switch, PlayStation 4, Windows                                           |
| 2020  | GI Joe: Operation Blackout               | Nintendo Switch, PlayStation 4, Windows, Xbox One                                 |
| 2022  | What Lies in the Multiverse              | Nintendo Switch, PlayStation 4, PlayStation 5, Windows, Xbox One                  |
| 2022  | Little League World Series Baseball 2022 | Nintendo Switch, PlayStation 4, PlayStation 5, Windows, Xbox One, Xbox Series X/S |
| 2023  | Skull Island: Rise of Kong               | Nintendo Switch, PlayStation 4, PlayStation 5, Windows, Xbox One, Xbox Series X/S |
| N/A   | The Amazing Crackpots Club               | N/A                                                                               |